# Прапор Солт-Лейк-Сіті
Прапор Солт-Лейк-Сіті, що представляє Солт-Лейк-Сіті, штат Юта, складається з двох горизонтальних смуг синього та білого кольору з лілією сего в кантоні. Його прийняли у 2020 році після загальноміського конкурсу на заміну попереднього прапора.

## Історичні прапори
| Історичний прапор                           | Тривалість | опис                                                                                  |
| ------------------------------------------- | ---------- | ------------------------------------------------------------------------------------- |
|                                             | 1969-2006  | Біле тло з художнім зображенням Солт-Лейк-Сіті в центрі.                              |
| Файл:Flag of Salt Lake City (2006-2020).svg | 2006-2020  | Темно-зелено-синій біколор із сучасним художнім відтворенням Солт-Лейк-Сіті в центрі. |

## Дизайн 1963 року
Перший прийнятий міський прапор був розроблений у 1963 році Дж. Рулоном Хейлзом, переможцем конкурсу, проведеного Deseret News . Перша версія прапора була виготовлена студентами мистецтв із Highland High School і офіційно прийнята до використання 13 листопада 1969 року   . Він включав мартинів, піонерів, критий вагон і сонце, що сходить над горами Васатч посеред білого фону.  Центр мав загальну форму вулика, який є символом промисловості та пов’язаний із заснуванням Солт-Лейк-Сіті та його мормонської спадщини. 

## Дизайн 2006 року

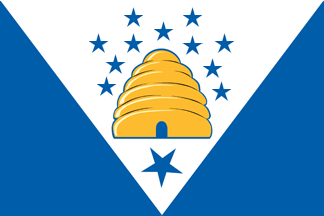
Прапор зустрічі NAVA 47, що проходила в Солт-Лейк-Сіті. Прапори зустрічей NAVA часто включають елементи, що відображають місто-організатор.

Другий дизайн прапора був затверджений 4 жовтня 2006 року міською радою Солт-Лейк-Сіті.  Рокі Андерсон, тодішній мер Солт-Лейк-Сіті, спонсорував конкурс у 2004 році на зміну дизайну прапора. Андерсон стверджував, що «старий прапор був занадто ексклюзивним і повністю зосереджувався на мормонській спадщині міста». 
На конкурс надійшло понад 50 заявок, але не було запропоновано жодного проекту, який, на думку міської ради, мав би «символічні візуальні ефекти, які могли б асоціюватися з Солт-Лейк-Сіті».  Потім вони сформували підкомітет для співпраці з офісом мера, щоб створити новий дизайн прапора.  Остаточний проєкт було схвалено з перевагою 4–2. 

## Дизайн 2020 року
У травні 2020 року міська влада відкрила двомісячний конкурс на переробку прапора з призом у 3000 доларів США за роботу-переможець. Місто отримало понад 600 проєктів, з яких вісім фіналістів були обрані в липні Комітетом з перегляду дизайну прапора для громадського розгляду.    Дизайн-переможець, оголошений у вересні 2020 року, був створений шляхом злиття двох фіналістів, створених Аріанною Майнкінг та Еллою Кеннеді-Юн із West High School .  На малюнку зображено лілію сего, квітку штату Юта, у кантоні серед горизонтальних синьо-білих полів. Він був направлений на розгляд міської ради за схваленням мера Ерін Менденхолл і прийнятий 6 жовтня 2020 року.  

## Дизайни 2025 року

Прапор святкування

Прапор належности

Прапор видимости

У травні 2025 міська рада затвердила 3 додаткові дизайни від мера Ерін Менденгол:
- Прапор сего святкування (англ. Sego Celebration Flag), створений на основі прапора 16-го липня;
- Прапор сего належности (англ. Sego Belonging Flag), на основі прогресивного прапора гордости;
- Та прапор сего видимости (англ. Sego Visibility Flag), на основі прапора трансгендерних людей.

Кожен з них ідентичний оригінальному, за винятком доданої лілії сего. Ці прапори були створені для обходу нового закону штату, що забороняв місту офіційно вивішувати оригінали.